# The Sidewinder Sleeps Tonite
The Sidewinder Sleeps Tonite is een nummer van de Amerikaanse rockband R.E.M. uit 1993. Het is de derde single van hun achtste studioalbum Automatic for the People.
Zowel de titel als de zang in de intro zijn geïnspireerd uit The Lion Sleeps Tonight. Voor de B-kant van "The Sidewinder Sleeps Tonight" heeft R.E.M. het gehele nummer "The Lion Sleeps Tonight" gecoverd.
In de tekst verwijst Michael Stipe naar het voeren én vermijden van telefoontjes. De titel "The Sidewinder Sleeps Tonite" wordt niet gezongen in het nummer, wel bevat het de regels "the sidewinder sleeps in a coil", en later "the sidewinder sleeps on its back". Het refrein, waarin de regel "Call me when you try to wake her" steeds wordt herhaald, wordt vaak verkeerd verstaan als "Calling Jamaica".
"The Sidewinder Sleeps Tonight" bereikte in Amerika enkel de Alternative Songs en Mainstraim Rocklijst van Billboard, maar de hoofdlijst werd niet gehaald. Het nummer kende meer succes op de Britse eilanden, waar het een bescheiden hit werd. In het Nederlandse taalgebied bereikte de plaat de hitparades niet, wel geniet het er bekendheid en wordt het er tot op de dag van vandaag met enige regelmaat op de radio gedraaid.